# La Grande Guerra del Salento
La Grande Guerra del Salento è un film del 2022 diretto da Marco Pollini e tratto dal romanzo omonimo di Bruno Contini
Ha ottenuto numerosi riconoscimenti in Italia, Stati Uniti, Colombia Inghilterra, Repubblica Ceca. Ha mostrato al pubblico italiano ed internazionale 
il Salento e la Puglia, raccontando in modo emblematico una storia ai più sconosciuta e mostrando luoghi di rara bellezza come le piazze, le stradine, le masserie, le case e i capi di calcio dell'entroterra salentino, in particolare di Ruffano e Supersano. 

## Trama
Ambientato nel Salento tra il 1948 e 1949. Mentre l'Italia è reduce da due guerre mondiali in Salento se ne scatena un'altra: Supersano e Ruffano.

## Distribuzione
Il film è stato distribuito nelle sale cinematografiche italiane dal 5 maggio 2022 in epoca Covid, raggiungendo il numero 10 del Box Office Italiano.Grazie alla genialità del regista è stato poi distribuito in oltre 30 comuni del Salento e della Puglia, all' aperto nel cinema sotto le stelle.  

## Riconoscimenti
- 2022 - ValdarnoCinema Film Festival
  - Miglior attore a Riccardo Lanzarone
  - Miglior film categoria giovani
- 2022 - CineOff Festival
  - Miglior film
- 2022 - Festival del Cinema Italiano di Milazzo
  - Miglior attore Marco Leonardi
- 2021 - Mirabile Dictu Film Festival
  - Miglior film lungometraggio

Selezionato al Cardiff International Film Festival, al Prague Film Award e al Capri Hollywood Film Festival, Aiff Internazional 
, Contracorriente Festival del Cine Espiritual e molti altri
2022 - Liverpool Indie Award 
2025  - Anatolia International  Film Festival,  miglior regia  
- - Miglior feature film
- El Ojo Cojo International Film Festival di Madrid, Spagna